# Криворучко, Анатолий Тихонович
Анатолий Тихонович Криворучко (укр. Анатолій Тихонович Криворучко; 12 февраля 1947, Базалеевка, Чугуевский район, Харьковская область — 6 января 2014, Харьков) — директор товарищества «Агрофирма „Новый путь“», (Харьковская область), Герой Украины (2002).
Действительный член Инженерной академии Украины (1996), почётный профессор бизнеса (1997), член-корреспондент Международной инженерной академии(2000, с 2002 года — академик).

## Биография
Родился 12 февраля 1947 года в с. Базалиевка Чугуевского района Харьковской области.
Окончил Харьковский сельскохозяйственный институт им. В. Докучаева (1977), агроном.
- В 1962 году окончил Базалеевскую восьмилетнюю школу.
- C 1962 года — учащийся Карачевского сельскохозяйственного техникума, агроном колхоза им. Ленина Сахновщенского района.
- В 1967−1968 годах служил в Советской Армии рядовым ВСО-542, г. Москва.
- В 1969−1977 годах — агроном, с 1977 — председатель колхоза «Новый путь», с. Чернещина Боровского района Харьковской области.
- С 2000 года — директор ООО «Агрофирма Новый путь».[1]

В июне 2010 года назначен советником председателя Харьковской облгосадминистрации по вопросам агропромышленного развития на общественных началах.
Член Народной Партии. Депутат Харьковского областного совета и Боровского районного совета.

## Награды и отличия
- Герой Украины (с вручением ордена Державы, 18 марта 2002 — за выдающиеся личные заслуги перед Украинским государством в развитии сельского хозяйства, внедрения современных форм хозяйствования).
- Награждён серебряной медалью «10 лет независимости Украины» 2-й степени.
- Заслуженный работник сельского хозяйства Украины (1993).